# Baltské fotbalové mistrovství
Baltské fotbalové mistrovství (německy: Baltische Fußballmeisterschaft) byla nejvyšší fotbalová soutěž pořádající se na území pruských provincií Východní Prusko a Horní Prusko, a v Pomořansku.

## Přehled
Německý fotbal byl od počátků organizován do jednotlivých regionálních svazů, které měli své vlastní soutěže. Ty existovaly ještě před vznikem prvního německého celostátního mistrovství v roce 1903. Právě vítězové (později i vicemistři) různých regionálních soutěží postupovaly do celostátní soutěže, která trvala necelý měsíc, v níž se pak kluby utkaly vyřazovacím způsobem. Zde je seznam regionálních soutěží až do jejich zrušení nacistickou stranou v roce 1933:
- Baltské fotbalové mistrovství – založené v roce 1908
- Braniborské fotbalové mistrovství – založené v roce 1898
- Jihoněmecké fotbalové mistrovství – založené v roce 1898
- Severoněmecké fotbalové mistrovství – založené v roce 1906
- Fotbalové mistrovství Severovýchodního Německa – založené v roce 1906
- Středoněmecké fotbalové mistrovství – založené v roce 1902
- Západoněmecké fotbalové mistrovství – založené v roce 1903

## Nejlepší kluby v historii - podle počtu titulů
| Vítězové nejvyšší ligové soutěže |        |                                                                  |
| Klub                             | Tituly | Vítězné ročníky                                                  |
| VfB Königsberg                   | 11     | 1908, 1909, 1921, 1922, 1923, 1924, 1925, 1926, 1928, 1929, 1930 |
| SV Prussia-Samland Königsberg    | 5      | 1910, 1913, 1914, 1931, 1933                                     |
| Stettiner FC Titania             | 2      | 1920, 1927                                                       |
| SC Lituania Tilsit               | 1      | 1911                                                             |
| BuEV Danzig                      | 1      | 1912                                                             |
| SV Hindenburg Allenstein         | 1      | 1932                                                             |

## Vítězové jednotlivých ročníků
| Baltische Fußballmeisterschaft (1908 – 1933)                                       |                                   |                                 |                      |
| Ročník                                                                             | Baltský mistr                     | Umístění v německém mistrovství | Německý mistr        |
| 1907 – 1908                                                                        | VfB Königsberg (1)                | Čtvrtfinále                     | Berliner FC Viktoria |
| 1908 – 1909                                                                        | VfB Königsberg (2)                | Čtvrtfinále                     | Karlsruher FC Phönix |
| 1909 – 1910                                                                        | SV Prussia-Samland Königsberg (1) | Předkolo                        | Karlsruher FV        |
| 1910 – 1911                                                                        | SC Lituania Tilsit (1)            | Čtvrtfinále                     | Berliner FC Viktoria |
| 1911 – 1912                                                                        | BuEV Danzig (1)                   | Čtvrtfinále                     | Holstein Kiel        |
| 1912 – 1913                                                                        | SV Prussia-Samland Königsberg (2) | Čtvrtfinále                     | VfB Leipzig          |
| 1913 – 1914                                                                        | SV Prussia-Samland Königsberg (3) | Čtvrtfinále                     | SpVgg Fürth          |
| • V letech 1914 až 1918 se baltské mistrovství nekonalo kvůli první světové válce. |                                   |                                 |                      |
| 1919 – 1920                                                                        | Stettiner FC Titania (1)          | Semifinále                      | 1. FC Norimberk      |
| 1920 – 1921                                                                        | VfB Königsberg (3)                | Čtvrtfinále                     | 1. FC Norimberk      |
| 1921 – 1922                                                                        | VfB Königsberg 4)                 | Čtvrtfinále                     | žádný                |
| 1922 – 1923                                                                        | VfB Königsberg (5)                | Semifinále                      | Hamburger SV         |
| 1923 – 1924                                                                        | VfB Königsberg (6)                | Čtvrtfinále                     | 1. FC Norimberk      |
| 1924 – 1925                                                                        | VfB Königsberg (7)                | Osmifinále                      | 1. FC Norimberk      |
| 1925 – 1926                                                                        | VfB Königsberg (8)                | Osmifinále                      | SpVgg Fürth          |
| 1926 – 1927                                                                        | Stettiner FC Titania (2)          | Osmifinále                      | 1. FC Norimberk      |
| 1927 – 1928                                                                        | VfB Königsberg (9)                | Čtvrtfinále                     | Hamburger SV         |
| 1928 – 1929                                                                        | VfB Königsberg (10)               | Osmifinále                      | SpVgg Fürth          |
| 1929 – 1930                                                                        | VfB Königsberg (11)               | Osmifinále                      | Hertha BSC Berlin    |
| 1930 – 1931                                                                        | SV Prussia-Samland Königsberg (4) | Osmifinále                      | Hertha BSC Berlin    |
| 1931 – 1932                                                                        | SV Hindenburg Allenstein (4)      | Osmifinále                      | FC Bayern Mnichov    |
| 1932 – 1933                                                                        | SV Prussia-Samland Königsberg (5) | Osmifinále                      | Fortuna Düsseldorf   |